# Alois Gustav Schulz
Alois Gustav Schulz (7. listopadu 1805 Praha – 18. ledna 1860 Praha) byl český malíř.

## Život
Narodil se v Praze, jako syn obchodníka na Starém Městě Michaela Schulze (1774–1840) a jeho manželky Františky, rozené Müllerové. Podle Soupisu pražských obyvatel měl pět bratrů a tři sestry, otec se podruhé oženil.
Byl žákem Augusta Piepenhagena.

## Dílo
Gustav Alois Schulz byl krajinář, známý jako malíř pražských vedut a kulis pro Stavovské divadlo.

## Galerie

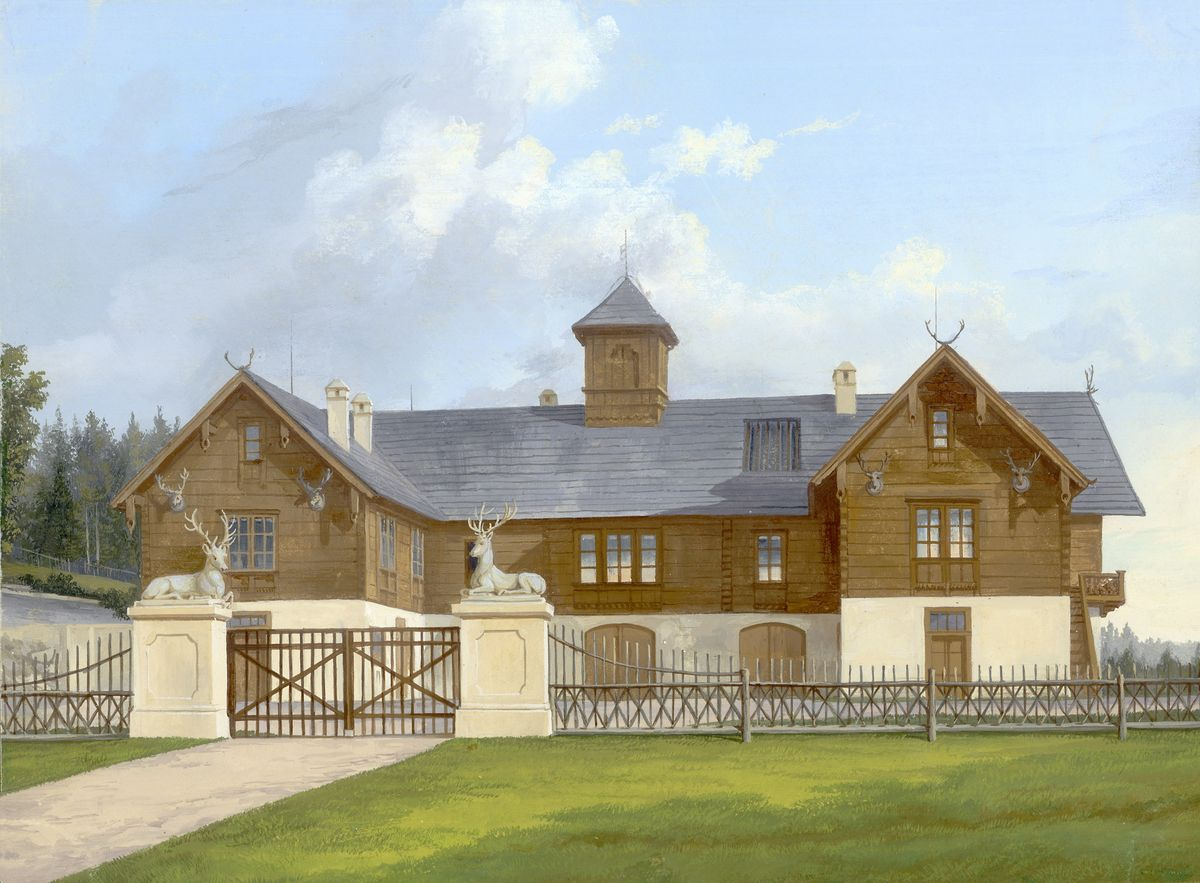
A. G. Schulz: Pohled na zámeček Žofín
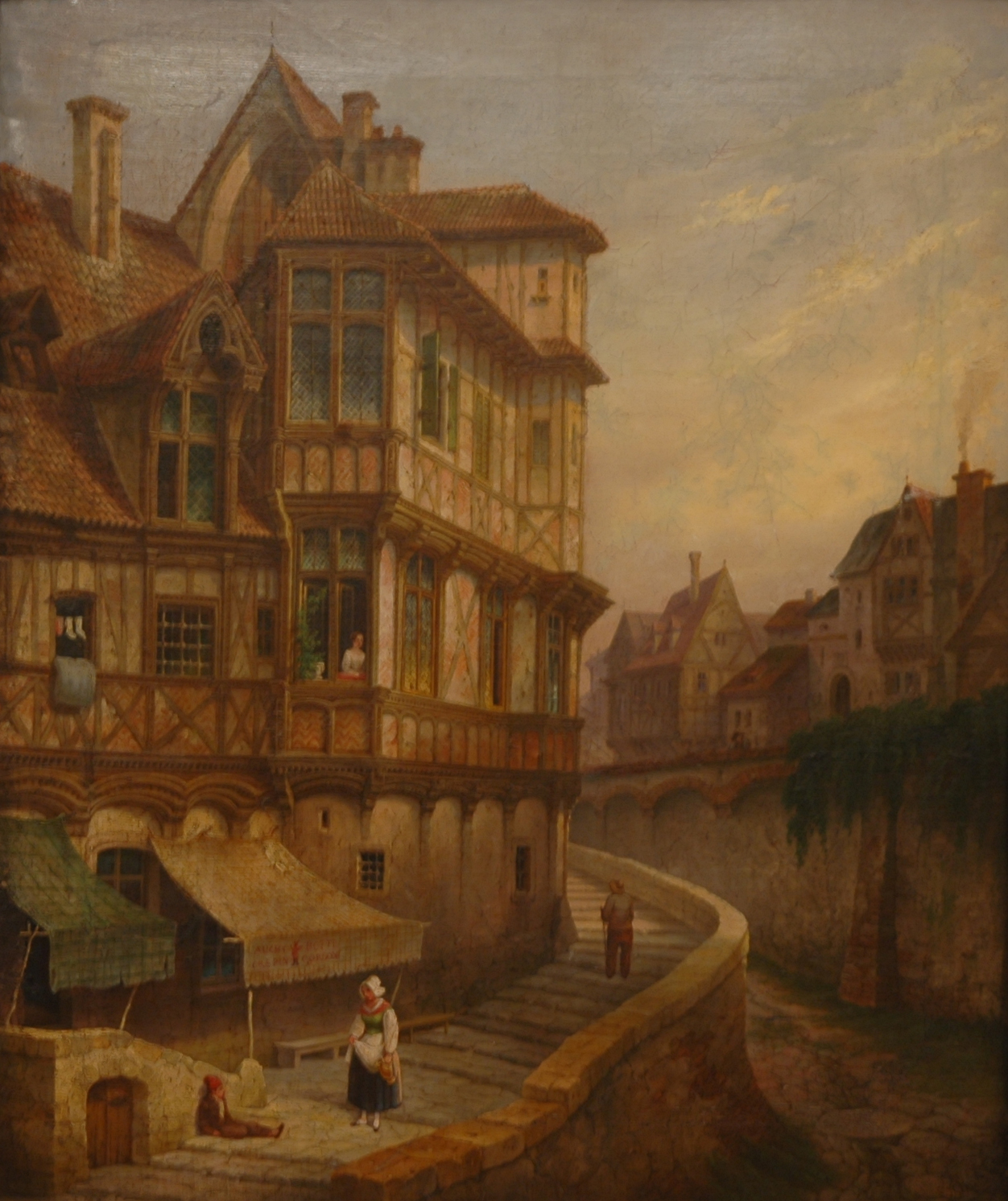
Alois Gustav Schulz: Domy nad potokem (1855)
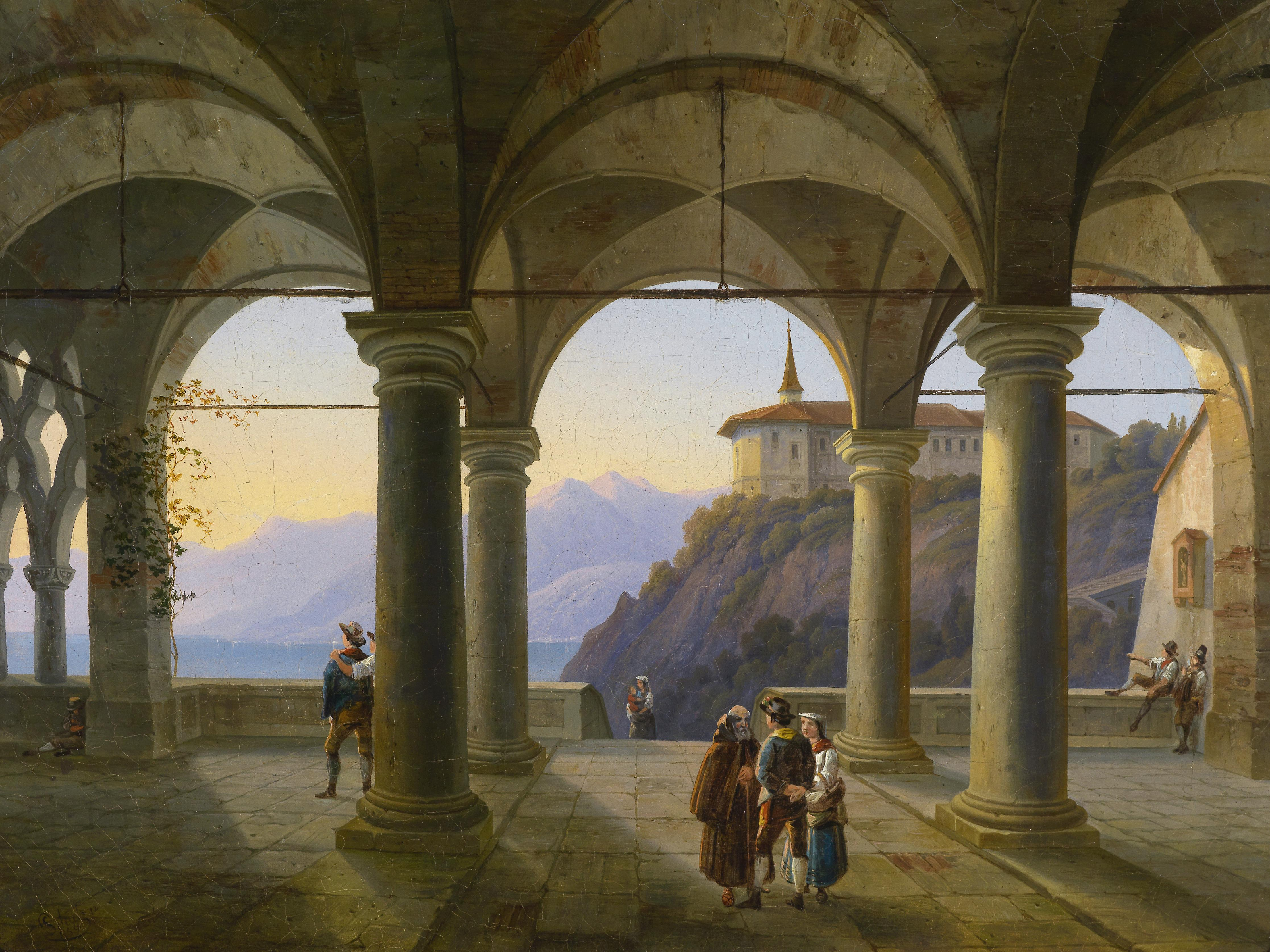
Alois Gustav Schulz: Sloupová terasa s postavami (1854)
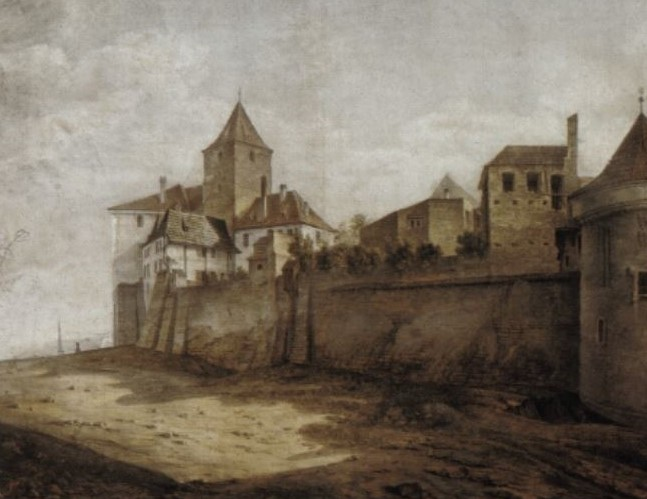
Alois Gustav Schulz: Černá věž Pražského hradu (asi 1840)
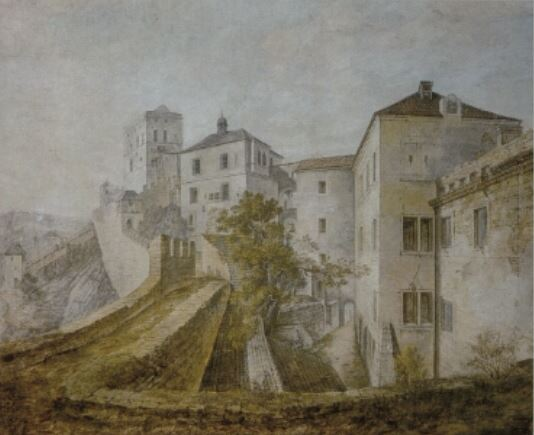
Alois Gustav Schulz: Karlštejn (kvašová malba)
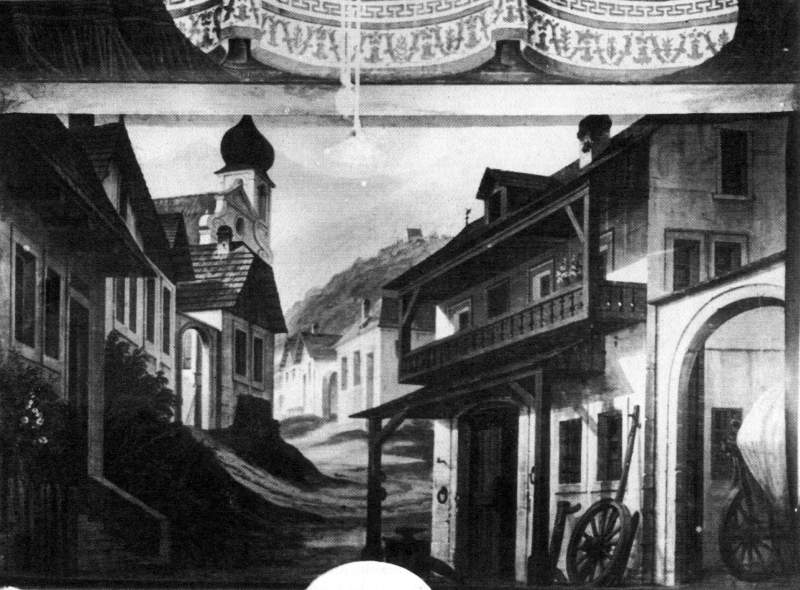
Alois Gustav Schulz: Divadelní dekorace (Zámecké divadlo Nové Hrady)